# Desmodium chartaceum
Desmodium chartaceum är en ärtväxtart som beskrevs av Townshend Stith Brandegee. Desmodium chartaceum ingår i släktet Desmodium och familjen ärtväxter. Inga underarter finns listade i Catalogue of Life.